# Caroline Cruz Valencia
Caroline Cruz Valencia (Arequipa, 26 de diciembre de 1974) es una compositora y cantante de música pop y Nueva Trova peruana. Fue una de las fundadoras e integrantes de la banda de rock peruano Cementerio Club (participó en su primera producción conocida como "La Maqueta" y en el disco virtual "Aclúbstico 2002") y también integrante del proyecto Silvio a la Carta. Gracias a este último trabajo se logró una presentación en el festival musical "Casa de las Américas" en Cuba con la participación de Silvio Rodríguez.
Caroline Cruz (también conocida con el sobrenombre de "La Rojita") tiene un estilo musical que va del rock a la trova pasando por otros estilos como el pop, el folklore latinoamericano y el soul. Caroline Cruz es una de las artistas vigentes más innovadoras en el mundo de la música. Su primer álbum denominado "Árbol Blanco" fue el primer CD interactivo de música en Perú. En el año 2009 se convirtió en la primera artista que hace un concierto en el entorno virtual Second Life y en la primera artista que hace un concierto por Internet en Latinoamérica.
Se casó con Miguel Figueroa y tuvo un hijo llamado Santiago. Estudió la primaria en el colegio Max Ulhe donde fue solista del coro desde primer grado. A los 12 años la familia se trasladó a Lima donde ofreció continuidad a su talento para el canto que aprendió de su madre Sara Valencia y comenzó a tocar acordeón gracias a su tía Carmen Valencia. 
Durante su juventud perteneció a varios grupos, el primero fue de trova y se denominaba Atodasta (1992), luego Cementerio Club (1996) y fundó una propia que se llamó Cien Mil Noches (1998). 
Realizó sus estudios superiores en la Facultad de Comunicación de la Universidad de Lima donde retornó como docente, y actualmente ocupa el cargo de secretaria académica. Asimismo, ha enseñado en la Pontificia Universidad del Perú y la Universidad Peruana de Ciencias Aplicadas los cursos de audiovisuales, arte, cultura, estéticas contemporáneas y composición musical. 
Magíster en Estudios Culturales por la PUCP, graduándose con la tesis La subjetividad femenina a través de la obra de tres cantautoras peruanas: Pamela Rodríguez, Daniella Saettone y Magali Luque (2015), ante un jurado integrado por importantes maestros: Gonzalo Portocarrero, Juan Carlos Ubilluz y Víctor Vich. Ha participado en el proyecto Silvio a la Carta, en la producción La Maqueta y en el disco virtual Aclubstico 2002. En su historia discográfica como solista cuenta con tres álbumes: Árbol blanco (2001), Velocidad (2006), El cielo dispara (2014) y Cantautoras peruanas (2017). También es autora de diferentes artículos como: La producción de materiales audiovisuales para la educación y el desarrollo (2011), Música, creatividad y tecnología (2012), Goce femenino y canciones de amor (2015), etcétera. Ponente en diferentes eventos nacionales e internacionales.

## Discografía
- Árbol Blanco (2001)
- Velocidad (2006)
- El cielo dispara (2014)
- Cantautoras peruanas (2017)